# Irish Open 1953
Die Irish Open 1953 waren die 40. Austragung dieser internationalen Meisterschaften von Irland im Badminton. Sie fanden in Belfast statt.

## Finalresultate
| Disziplin    | Sieger                   | Finalist                        | Ergebnis     |
| ------------ | ------------------------ | ------------------------------- | ------------ |
| Herreneinzel | Eddy Choong              | John D. McColl                  | 15–2, 15–0   |
| Dameneinzel  | Iris Cooley              | June White                      | 11–8, 11–4   |
| Herrendoppel | David Choong Eddy Choong | Frank Peard Jim FitzGibbon      | 15–8, 15–3   |
| Damendoppel  | Iris Cooley June White   | Elisabeth O’Beirne Audrey Stone | 15–11, 15–11 |
| Mixed        | Eddy Choong June White   | David Choong Iris Cooley        | 15–6, 15–6   |